# كأس الاتحاد الإنجليزي 1954–55
كأس الاتحاد الإنجليزي 1954–55 (بالإنجليزية: 1954–55 FA Cup)‏ هو الموسم 74 من  كأس الاتحاد الإنجليزي. أقيم خلال الفترة 11 سبتمبر 1954 وحتى 7 مايو 1955، والذي يشرف على تنظيمه الاتحاد الإنجليزي لكرة القدم، وفاز فيه نيوكاسل يونايتد.